# Interdata
Interdata, Inc. foi uma empresa de computadores fundada em 1966 e localizada em Oceanport (Nova Jersey), nos Estados Unidos. Produziu uma linha de minicomputadores de 16 e 32 bits. Em 1973 a empresa foi comprada pela Perkin-Elmer. Em 1974 produziu um dos primeiros minicomputadores de 32-bit, o Interdata 7/32. 

## Lista de produtos
- Interdata Model 1
- Interdata 3
- Interdata 4
- Interdata 5
- Interdata 70, 74, 80, 85
- Interdata 50, 55
- Interdata 5/16, 6/16, 7/16
- Interdata 8/16, 8/16e
- Interdata 7/32
- Interdata 8/32
- Perkin-Elmer 3205, 3210, 3220, 3230, 3240, 3250, 3280

Está disponível um simulador em: http://simh.trailing-edge.com/interdata.html